# Rophites theryi
Rophites theryi (лат.) — вид пчёл из подсемейства Rophitinae семейства Halictidae.

## Распространение
Северная Африка: Марокко.

## Описание
Средней величины пчёлы (длина от 8,5 до 9 мм) чёрного цвета со светлым опушением. Усики полностью чёрные (у близких видов Rophites canus и Rophites anatolicus они рыжевато-коричневые). Переднее крыло с двумя радиомедиальными ячейками. 1-й и 2-й членики лабиальных щупиков уплощены. Метапостнотум короче скутеллюма. Брюшко удлинённое. Гнёзда устраивает в почве.

## Систематика
Вид был впервые описан в 1930 году французским зоологом Раймоном Бенуа. Rophites theryi включён (Michener, 2000, 2007) в состав подрода Rhophitoides (как часть род Rophites). Однако, некоторые авторы (Песенко, Астафурова, 2006; Астафурова, 2014) считают подрод Rhophitoides отдельным от Rophites самостоятельным таксоном родового уровня и называют вид как Rhophitoides theryi.